# Cryptologia
Cryptologia ist eine englischsprachige Fachzeitschrift zum Thema Kryptologie.
Die Zeitschrift erscheint seit ihrer Erstauflage im Januar 1977 in der Verlagsgruppe Taylor & Francis zunächst quartalsweise und ab Januar 2016 zweimonatlich. Sie widmet sich allen Facetten der Kryptologie, also der Kryptographie und der Kryptanalyse, wobei ein besonderer Schwerpunkt auf der Geschichte der Kryptologie, speziell auf historischen kryptographischen Maschinen und Methoden, liegt.
Gegründet wurde Cryptologia von Brian J. Winkel, David Kahn, Louis Kruh, Cipher A. Deavours und Greg Mellen.